# 召會
召會，又稱地方召會，是中國自立教會地方召會運動在台灣的分支。1949年中華民國政府播遷來台時，由李常受傳入，並在此組織起召會團體。召会成員不將自己視为一宗派、公會或組織，主張所有基督徒都是召會的成員。別稱是主的恢復，故又稱主復運動。由於台灣各地召會以「教會聚會所」的名義向政府登記註冊，因此外界也以教會聚會所、聚會所派稱呼。

## 詞源
起初使用「教會」這詞，乃當初西歐教士前往中國時，認為他們是赴華傳教，故稱信徒的聚集為教會，亦即宗教的聚會，對應的英文是「church」。有的字典說church是禮拜堂，是基督徒聚集的地方；亦有的說，基督徒是一個團體，名為church。
西元1828年，一班基督徒─弟兄會（Brethren）─在英國興起，領頭人達祕在他的英文聖經譯本裏，不用church而改用assembly，用以指基督徒的聚集，可視為中文「召會」一辭的前身。
中文的「召會」一詞首先為『神召會』（assembly of God）此一基督徒團體所採用。一般基督徒所使用的「教會」（church）一辭，在希臘原文為，ek就是『出來』，kaleo是蒙召的引申辭；因此的意思應是「蒙召出來的會眾」，翻譯作「召會」比「教會」更符合原文含意。1941年的聖經新約全書國語新舊庫譯本即把「教會」一詞譯為「召會」。而後各城市的「召會」此一團體亦相繼採用。（但此詞不該被視為中文聖徒中分裂及分别的標示，只是對聖經原文的尊重，以及個人在主面前的領受。）

## 背景
「教會聚會所」是在台灣向政府登記的名稱。其認為一個地方（城市、鎮、鄉等同級的行政區域）只該有一個召会，因此分教派、損害召會的合一是邪惡的。根據聖經，全宇宙中，耶穌基督的「召會」只有一個，不應冠上其他派別或創辦人的名字，就如妻子不應冠上丈夫以外其他男人的姓氏，只該稱作「某某市/鎮/鄉召會某某會所」（如：新竹中華大學，就是新竹市召會中華會所，新竹元培醫大，就是新竹市召會元培會所，新竹玄奘大學，就是新竹市召會玄奘會所），正如「書偉」只有一個，他抵達全世界，卻都是「書偉」。就像在北京看到的月亮，和在台北看到的月亮，雖有不同的形容，但卻同是看到這宇宙中獨一的月亮，而「召會」─基督的身體，也是這樣（在全球的眾地方召會、眾聖徒都是基督這身體的一部分），这就是「地方立場」的原则。除此之外，如果這個縣市升格為直轄市，那麼就會以編號去命名會所，桃園市召會一會所、桃園市召會二會所、桃園市召會三會所…。，根據恢復本新約聖經的原則，基督不應有階級化制度，因此他們主要的聚會方式，不同於他们認為的其他宗派的「一人講，眾人聽」，而是按照新約聖經中所啟示的方式，讓基督身體上的每個肢體都盡生機的功用，彼此教導、對說，一個一個的申言，為要使眾人有學習，使眾人得勉勵。

## 历史

### 在台湾
1949年，倪柝聲（1903年—1972年）弟兄在上海招聚同工、在會中指派同工李常受弟兄（1905年—1997年）到台湾開展，以免有可能被「一網打盡」。
- 1955年和1957年，英国内裏生命派领袖史百克（1888年—1971年）两次访问台湾教会；史弟兄1957年在「教会地方立场」的問题上，与李常受歧異，最终决裂。台湾地方教会中一批青年同工（包括史伯诚、林三纲、徐爾建、魏建章、何广明等人）认同史百克的觀點，史的觀點亦傳聲至嘉義、台中、高雄、新竹、基隆等地，並有部分信徒支持。1958年，李出访美国返臺後，最終在1965年將史伯誠等五位同工移出工作的行列，台島幾處教會也因幾位持不同觀點的同工離去而發生風波與分裂。此前，约1963年，在台灣福音書房編輯室服事的邵遵澜和台湾省籍的同工張貴富，先後自發离开地方教会。台灣桃園石門水庫教会和侯秀英因为接纳上述觀念相異者，也被指责，脱离地方教会。
- 而自1965年起，香港地方教会内也出现裂痕。香港教会的长老魏光禧支持李常受海外工作「工头」地位；另一位在1949年由倪柝声安排来香港的长老陈则信则认为，李常受「工头」地位已经成为历史。1968年，李常受出版《整编本诗歌》，陈则信指责其中李常受创作的关于三一神真理的诗歌为亚流派异端，对《整编本诗歌》并他所讲基督为受造的而加以拒绝。1970年，两派为天文台道香港教会尖沙咀聚会所之使用权出现争执，并公开分裂。後來，曾与李常受在上海和美国的同工江守道也与李分开。
- 菲律宾也是李常受在1950年代另一个尽职的重点地区。缪绍训原是倪柝声1920年代在福州时期的同工，1935年兴起马尼拉教会。自1950年起，李常受定期前去讲道，并且安排服事，使马尼拉教会兴盛起来。但是缪绍训不接受地方立场的观点，最终马尼拉教会在1961年分裂。而李常受的同工又向马尼拉以外及各岛屿开展，兴起数百处地方教会。
- 1962年和1969年，在新加坡和泰国，也发生类似香港、菲律賓的風波與分裂。在風波後，「留在主的恢復道路」的召會分別以「在新加坡神的召會」、「曼谷神的召會」作為名稱。

##### 改制與風波
- 1984年[8]，李常受完成新约生命读经，有感于台湾地方召会扩展缓慢，遂由美国返回台湾，推行新路（或“神命定之路”）改制，并举办台北全时间训练（1986年），推行五年福音化台湾运动。同时翻译圣经恢复本，1987年完成新约部分。
- 新路改制遇到了相当大的阻力。1987年至1989年，地方召会出现全球性的风波。美国安那翰召会长老英格斯约翰（John Ingalls）、德国斯图加特召会长老苏民强、香港召会长老封志理均在这时公开反对李常受。

##### 新約聖經恢復本出版
1987年完成新约聖經恢復本中譯出版。

#### 新約結晶讀經時期（1997年－2009年）
- 在李常受去世之前，完成了雅各书，雅歌、约翰福音和罗马书结晶读经之後，美國加州安那翰眾召會的全時間服事者們接續了李常受的職事，以十二年多的時間陸續完成了「新約結晶讀經」（1997－2009），並繼續接下來「舊約結晶讀經」（2010.七月從「《以賽亞書》結晶讀經」開始）。台灣眾召會則完全跟進。

#### 2017年人數
2017年全台眾召會人數為145,318人，其他人數高於5萬的教會依序為：
- 台灣基督長老教會（258,222人）
- 天主教會（226,589人）
- 台北靈糧堂（92,646人）
- 真耶穌教會（55,813人）
- 中華基督教浸信會聯會（53,905人）

### 在美国
- 主要據點為加州安那翰。

#### 初期（1958年－1965年）
- 1958年和1960年，李常受访问美国，访问洛杉矶、旧金山和纽约的基督徒。他帮助建立洛杉矶地方教会。1962年，李常受在洛杉矶带领特会，传讲《包罗万有的基督》，把主的恢复带到美国。

#### 水流出版社（LSM）時期（1965年－1974年）
- 1965年，他成立水流出版社（后作水流职事站，安那翰），主要出版他和一些倪柝声的著作和信息。他主要在美国和亚洲召开许多特会。这一时期，為與公會（即其他基督教團體）區隔，李常受以他自身對聖經的理解陆续重新翻譯部分基督教名詞，如1958年的“吃喝享受主”（吃聖餐，喝聖水，享受主的恩膏）、1966年的“呼求主名”和“祷读”、1968年的普遍申言（發預言）、1969年的“七倍加强之灵”、1971年“身体的基督”（神唯一的教會）、1980年“神新约的经纶”（神的計畫）等等。

#### 生命讀經時期（1974年－1996年）
- 在以上基础下，自1974年（69岁），他开始了工程浩大的解经训练——生命读经。该训练持续了22年之久，直至他91岁时才全部完成。

在李常受的努力和影响之下，陆续在各大洲许多国家兴起了数千处地方教会/地方召会。

## 神聖啟示的高峰時期（1994年－1997年）
- 1980年代地方教会全球性的风波刚刚过去，东欧国家和苏联发生政局变化。李常受抓住时机，推动美国和台湾等地信徒移民，在1991年前往开展，迅速建立许多处地方教会。
- 1994年2月20日，在新春华语特会中，年已89岁的李常受聲稱又看见了圣经中“神圣启示的高峰”：“神成为人，为要使人在生命和性情上（但不是在神格上）成为神”[10]。次年，完成全部66卷新旧约圣经的生命读经，又对新耶路撒冷作出全新的系统解释。

## 結晶讀經時期
- 在1990年代，他释放的其他重要主题还包括神完整救恩的法理一面和生机一面、基督在祂三个神圣奥秘时期的丰满职事、神与人的联结（union）、调和（mingling）与合并（incorporation）[11]等，又开始被称为“结晶读经”的解经系列，在他去世之前完成了罗马书(1994)、雅各书（1995暑訓），雅歌(1995寒訓)、约翰福音(1996)和结晶读经。1997年2月，他在最后一次特会中，释放了《在生命中作王》的信息。
- 1997年6月9日，李常受在美国南加州安那翰去世，享年92岁，一生事奉65年。

##### 新約部份（1997年－2009年）
- 在李常受去世之前完成了雅各书，雅歌、约翰福音和罗马书结晶读经之後，美國加州安那翰眾召會的全時間服事者們接續了李常受的職事，以12年多的時間陸續完成了「新約結晶讀經」（1997年－2009年），並繼續接下來的「舊約結晶讀經」。

##### 舊約部份（2010年7月－）
- 2010《以賽亞書》結晶讀經（上）（下）
- 2011《詩篇》結晶讀經（上）（下）
- 2012《小申言者書》結晶讀經

《但以理書》《撒迦利亞書》結晶讀經
- 2013~2014《創世紀》結晶讀經（一）（二）（三）
- 2015~2016《出埃及記》結晶讀經（一）（二）（三）（四）
- 2017《以西結書》結晶讀經（一）（二）
- 2018《利未記》結晶讀經（一）（二）
- 2019《民數記》結晶讀經（一）（二）
- 《申命記》結晶讀經
- 2020《耶利米書》、《耶利米哀歌》結晶讀經
- 《約伯記》、《箴言》、《傳道書》結晶讀經
- 2021《約書亞記》、《士師記》、《路得記》結晶讀經
- 《撒母耳記》結晶讀經
- 2022《列王記》結晶讀經
- 《歷代誌》、《以斯拉記》、《尼希米記》、《以斯帖記》結晶讀經

### 在香港
- 在香港，要到1950年才正式成立香港的『教會聚會所』，聚會場所位於九龍天文台道（即今日的天文台道基督徒聚會所）。倪氏更為他們正式安排了5位長老及10位執事，並安排兩位性情不同的弟兄魏光禧及陳則信一起同工。
- 由此看來，在香港屬倪氏之『地方教會』的建立，是在1950年代初才正式開始。這樣，比起一些較早期在香港建立之有『地方教會』特色及見證的教會，在歷史發展而言則是較後期，而非始於他們了。
- 按鄭榕龍（1999年）有限的資料所得，筆者教會的前身：『香港基督徒聚會處』乃是在香港最早有『地方教會』特色及見證的教會，卻不是源於倪氏的『地方教會』。這教會由姜活石先生於1938年時建立的。『這是香港最早的一張見證主的桌子，當時在港九還未見有第2張主的桌子維持主的見證』。故直到今日，已有近60年的歷史。至於由『香港基督徒聚會處』到『香港基督徒聚會中心』的歷史發展，則不在此詳述；一方面避免累贅，另方面已有文章詳細論述，故請參考《基督徒聚會中心十週年紀念感恩特刊：四十年來》。

## 组织体系

### 主要出版发行机构
- 水流职事站
- 臺灣福音書房
- 香港真理書房（在香港1990年代發生風波以前，是曾稱為「香港福音書房」的「香港教會書室」）
- 日本福音書房

## 信仰

### 基本信仰
- 召会相信全本圣经是神完整的启示，字字都是圣灵所默示的（聖經無誤論）。（提摩太后书3：16，彼得后书1：21）
- 召会相信神是独一的三一神，聖父、聖子、聖靈同等，共存，从亘古直到永远。（提摩太前书2：5，马太福音28：19）
- 召会相信神的儿子，就是神自己，成为肉身，成为人，名叫耶稣，由童女马利亚所生，来作我们的救赎主和救主（约翰福音1：1，14，马太福音1：18，20－21）
- 召会相信耶稣是真正的人，曾在地上生活三十三年半，使人认识父神。（腓立比书2：7－8）
- 召会相信耶稣是神用圣灵所膏的基督，为我们的罪死在十字架上，流血为我们成功了救赎。（彼得前书2：24，以弗所书1：7）
- 召会相信耶稣基督埋葬後第三日，就从死里复活（肉身上和灵性上），并在复活里成为赐生命的灵，将祂自己分赐到我们里面。（哥林多前书15：4，45，约翰福音3：16）
- 召会相信耶稣基督复活四十日后，升到天上，被神立为万有的主。（使徒行传1：9，2：33，36）
- 召会相信基督升天以后，将神的灵浇灌下来，把祂所拣选的肢体浸入一个身体里：神的灵，也就是基督的灵，今天在地上运行，叫罪人知罪，重生神所拣选的人，住在基督的众肢体里，使他们在生命里长大，并建造基督的身体，让祂得着完满的彰显。（哥林多前书12：13，使徒行传2：4，10：44－47，约翰福音16：8，以弗所书1：22－23，2：21－22）
- 召会相信在这世代的末了，基督要回来提接祂的众肢体，审判世界，得着全地，并建立祂永远的国度。（使徒行传1：9，11，帖撒罗尼迦前书4：15－17）
- 召会相信得胜的圣徒，要在千年国度里与基督一同作王掌权；并且所有在基督里的信徒，都将有分于新天新地新耶路撒冷裡神聖的福分，直到永远。（马太福音13：43，启示录21：6－7，22：5）
- 召会相信基督在人性上是被造的，但在神性上則不是被造的。（歌羅西書1：15）

## 实行
召會生活的實行，在他們的聲明中記載如下：
- 團體的生活：過團體的生活，有基督身體的感覺，顧念別人的事，關心召會的建造。
- 基督元首的地位：沒有永久、職位、組織的帶領。此外，也沒有階級制度。鼓勵所有信徒與元首基督有直接的交通，接受生活上一切的指引。
- 交通：重視信徒之間與眾召會之間的交通。
- 合一：棄絕、憎惡所有的分裂。在「一」的立場上聚集，照著共同的信仰接納所有信徒。
- 彼此照顧：彼此擔當重擔、接待客旅、打開家庭作交通之用；解決弟兄姊妹實際的需要。召會生活不侷限於會所的聚會，而是隨時隨地進行的。
- 良心：各人有自由照著各人的良心，以及藉著從神的話所得到神的光照來跟隨主。沒有外在的控制來塑造、操縱日常生活。
- 聚會：一星期通常有好幾次的聚會，禱告聚會、小排聚會。
- 眾肢體盡功用：沒有聖品階級，也沒有平信徒。

### 其他
各地的召會主要接受李常受及其同工的帶領，強調以水流職事站之出版的職事， （页面存档备份，存于），通常也會有下列的實行：
- 一個職事：指神經綸獨一的新約職事。

- 跟隨水流職事站一年主要舉辦七次的特會訓練，並研讀其內容。 （页面存档备份，存于）

- 一個出版：眾地方召會應當受約束只有一種出版。 （页面存档备份，存于） （页面存档备份，存于）

雖然以上的實行在各地的召會相當普遍，但就水流職事站正式的文件而言，這不是一個召會必要的實行，如李常受自己所說：「某一個召會接受不接受職事，並不斷定那個召會是不是真正的地方召會。」

### 圣经恢復本
召会規定使用自己直接从希伯来文和希腊文翻译的“圣经恢复译本”。
在恢復本中，有李常受自稱親自編排的註解，還可以用一旁的串珠連結到其他地方的同一觀念。

## 李弟兄的信息與主要誤解

### 誤解公義、誤解聖別、誤解生命救贖
- 1.公義：並非一味要求別人而疏於對自己的要求，沒有赦免不會帶來真公義。
- 2.聖別：蒙召並得贖的罪人是《聖經》對聖別的主要定義，我們被聖別得以稱義成聖是因為基督的十架寶血，是神的重價所贖。神是瓦器裡的寶貝，我們可誇的只能是這寶貝，而我們自己只是瓦器，不只不可誇，還必須無時無刻的否認、對付。
- 3.生命救贖：即是前項所提十架寶血所贖，我們自己也必須揹十字架，因著肉體被切開，我們才能有份這神聖的生命，有份葡葡樹汁液的肥甘，過「接枝」的生活，能結出豐盛生命的果子。好樹結好果，壞樹結壞果，但不結果子尤其被神定罪，甚至有可能像約押一樣，在神的會幕裡被擊殺。

### 痛恨更正教會、誤解合一的真實意義
依李弟兄《教會的見證與立場》指出破壞合一的主要原因即是「宗派六毒素」(p171~187)，有以下特徵才是真正的分裂，若是假借政治政黨立場不同而批評公會，那才是假合一真分裂：
- 1.有特別的名稱。
- 2.有特別的信條。
- 3.有特別的交通。
- 4.有孤獨而非宇宙性的交通。（比如：反對使用英語聆聽錄影訓練信息）
- 5.有在同一地方上分開的行政。
- 6.有屬於任何組織的背景（比如：參與政治政黨的背景）

### 宇宙的合一立場、地方的合一立場、語言的合一立場
- 1.宇宙的合一，即是基督徒靈的合一立場。，與屬世政治政黨立場相對。
- 2.地方的合一，地方召會的合一立場，地球人的合一，與屬世國籍、族群相對。
- 3.語言的合一，英語立場，英語以外的其他語言，包括同為聯合國官方語的其他五語：法語、西語、俄語、阿語、華語，都必須立足於地方合一的立場，而成為英語之佐助。

## 争议
訴訟結果：
- 2003年

在1970年代主要反對李常受及地方教會的基督教研究所院長漢尼葛夫（Hank Hanegraaff），開始與地方召會的帶領人溝通，撇開以往的斷章取義作法，詳讀倪柝聲與李常受的著作，並幾次進入中國大陸，與召會核心幹部親自會面，瞭解多年前他們的錯誤批判，竟成了日後許多地方召會的信徒受政府逼迫之錯誤資訊的主要來源。他們不僅當面向這些信徒承認錯誤，更以公開方式承認當年的錯誤。
- 2009年12月份

基督教研究所在發現自己造成的錯誤後，盡己之力彌補從前為地方教會造成的傷害。基督教研究所針對中國基督徒倪柝聲與
李常受所發起的地方召會運動進行了一項為時六年的研究，該研究成果以整刊62頁的專文發表於基督教研究期刊（The Christian Research Journal），
標題為「我們錯了 We Were Wrong」。
基督教研究所所發表之研究內容依據地方召會的歷史、神的本質（對於三一神的定義）、人的本質（對於基督論，救贖論和教會論）
各方面做探討，全面性的介紹地方召會以及正統系統神學的的教導，並做出了深入的分析。作者也對今天基督教界所謂正統神學在這些議題上的態度，
提醒基督教神學自身對於正統神學認識的偏差。甚至，明確的指出隱藏在今日基督教界對於三位一體這個神學名次下的三神論傾向。之後，該研究對於目前美國
所謂的基督教護教及異端研究機構的苛刻的雙重標準、基督教學者在治學上面的魯莽，以及疏忽和地方召會的立場做出了全面的敘述和探討。本研究也針對地方教會與
其他基督徒機構的訴訟的經過其前因後果，以及地方召會方面的處理方式，提供了自己的看法和見證。
基督教研究院院長漢尼葛夫（Hank Hanegraaff）在此研究專刊中結尾表示：「或許沒有什麼話比『我錯了』更難啟齒。
然而，對一個恪守『真理至上』的事工而言，願意道出此語不是可有可無的選擇，而是『基本的要求』。」
院長漢尼葛夫（Hank Hanegraaff）並做出以下結論：
「地方教會不是邪教，乃是一個真實、正統的新約基督教會。」此聲明僅意味著不應以邪教之名稱呼召會，不代表承認召會推崇的李氏神學為唯一純正真理，然而核心幹部卻以此申明，呼籲各地方召會的眾聖徒宣稱李氏神學為唯一純正真理的地位已被承認，進而否認其他基督教團體。
訴訟詳細過程：
- 1970年代早期：

美國著名的基督教護教及異端研究機構─基督教研究所（Christian Research Institute, CRI）將華人傳道人倪柝聲與李常受所帶領的地方教會定為邪教。
他們的研究產生了日後一連串定罪倪柝聲與李常受的職事與地方教會的英文書籍。當這些書籍被翻譯成中文之後，傳入了中國大陸，導致1983年唐守臨與任鍾祥兩人編寫的
《堅決抵李常受的異端邪說》，根據這項資料，中國政府認為李常受與地方教會為呼喊派，並定李常受與地方教會為異端，展開了二十多年的逼迫，將許多地方教會的信徒抓進牢裏，
有的判死刑或無期徒刑，有的判多年的勞改。
- 1990年代

「邪教和新興宗教百科」的 Harvest House Publishers，在沒有詳盡說明召會究竟是否是邪教或是新興宗教的情況下，再次將地方教會與邪教放在同一區塊。
李常受的出版機構水流職事站因而在1999年控告發行「邪教和新興宗教百科」的 Harvest House Publishers。官司纏訟數年。
- 2006年1月5日

美國德州法院拒绝审理案件。
- 2006年1月11日

一些自称地方教會內部人士也對此次判決表達關切，認為地方教會應當從此次敗訴學功課，放棄一些不適當的作法。
    然而，水流職事站與相關地方教會仍向德州最高法院提出複審。
- 2007年1月9日

在法院判決之前，七國六十多位福音派學者和教會領袖發表公開信，呼籲水流職事站和地方教會放棄爭議性教訓（例如基督在「人性上」是否為受造之物的首生者），
並放棄使用訴訟解決某些可能有的惡意抹黑與干擾之爭議性方式。
    簡要簡要如下：基督教主流教會因未接納李常受的教訓，而公開呼籲其後繼者能放棄基督教主流教會認為是錯誤的實行，像是呼求主名、禱讀主話、上訴該撒等，
他們認為「水流職事站」在2002年成功加入『福音派基督徒出版協會』，但同時又控告此組織的創始會員HHP（Harvest House Publishers）是非常不適當的。
- 2007年2月16日

美國德州最高法院拒絕审理水流職事站的複審案。
- 2007年6月18日

水流職事站繼續上訴聯邦最高法院，美國聯邦最高法院駁回水流職事站的請求，這場官司正式落幕。
註：對於訴訟案件的不同觀點，請參考以下文章：
- 关于德州法院对水流职事站的宣判 （页面存档备份，存于）
- 關於『憂心弟兄們』所散佈當前訴訟案的不實傳聞 （页面存档备份，存于）

## 其他設施或相關組織

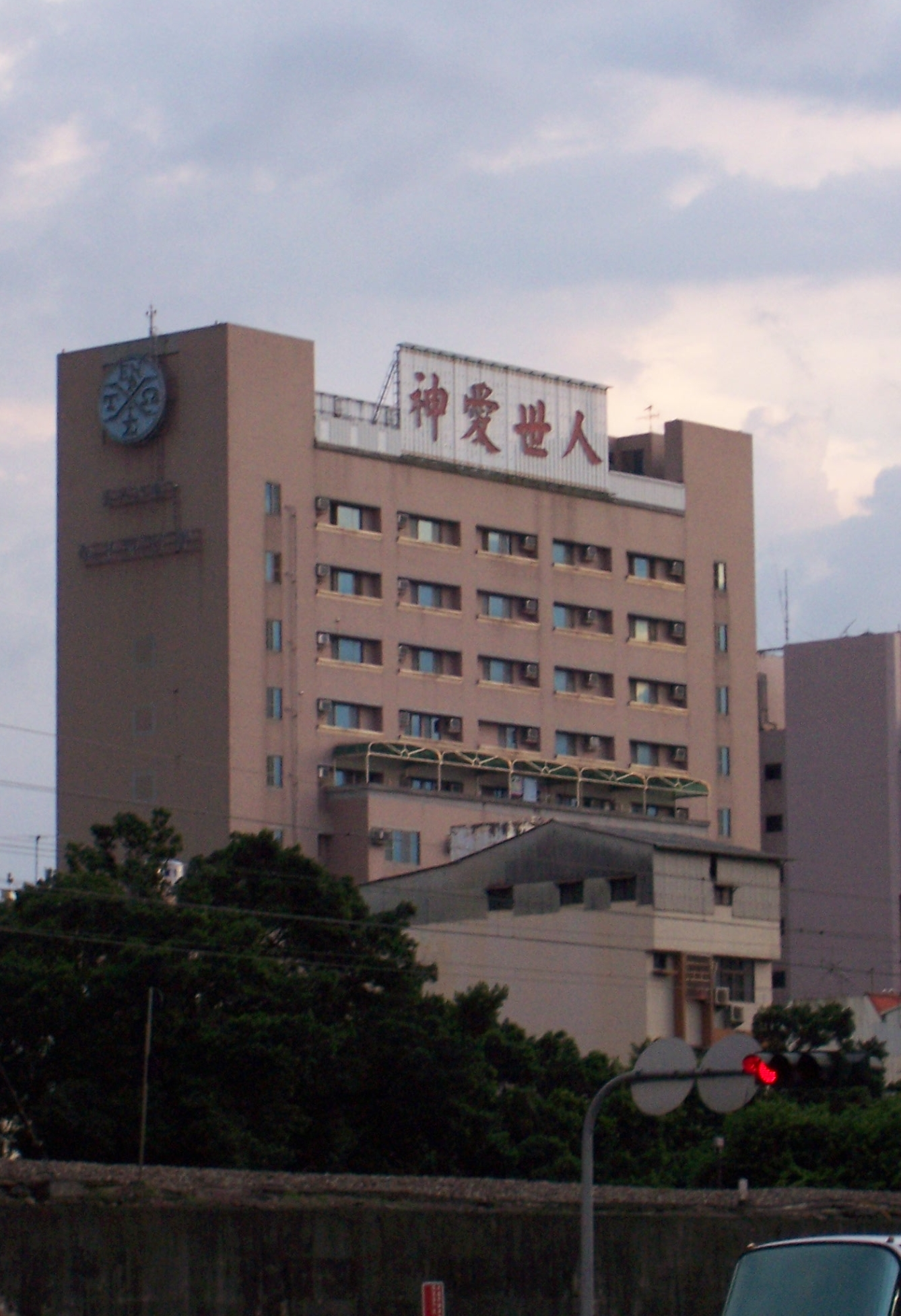
臺中市召會復興大樓

- 臺北市召會信基大樓
- 佳安長期照護中心[23]
- 臺灣中部相調中心[24]
- 臺中市召會復興大樓
- 得榮基金會[25]
- 臺灣信仰研究學會[26]